# Cantonul Valensole
Cantonul Valensole este un canton din arondismentul Digne-les-Bains, departamentul Alpes-de-Haute-Provence, regiunea Provence-Alpes-Côte d'Azur, Franța.

## Comune
- Brunet
- Gréoux-les-Bains
- Saint-Martin-de-Brômes
- Valensole (reședință)